# Milano Beach Soccer
Il Milano Beach Soccer è una società sportiva italiana di beach soccer della città di Milano. È una delle squadre più titolate d'Italia e con 4 scudetti conquistati, detiene il record di vittorie della Serie A.

## Storia
Il Milano Beach Soccer nasce nel 2002 con l'intento di partecipare ai primi campionati nazionali di beach soccer, grazie alla volontà di ex giocatori della Nazionale Italiana che per primi hanno contribuito alla crescita di questo sport in Italia; nel 2004 diventa una vera e propria associazione sportiva, requisito indispensabile per partecipare al primo campionato ufficiale di serie A riconosciuto e patrocinato dalla F.I.G.C./L.N.D. dipartimento Beach Soccer.
Già dagli esordi la squadra spicca per alcune vittorie importanti contro le compagini più forti del campionato, ma è nella stagione 2006 che il Milano Beach Soccer si ritrova a recitare il ruolo di protagonista assoluto: dopo aver ottenuto il visto per la fase finale della Coppa Italia a Vasto, la formazione meneghina raggiunge la finalissima contro i campioni in carica del Catania Beach Soccer e con un goal ai supplementari porta a casa il primo trofeo della storia. Un mese più tardi, un'altra partita, un'altra vittoria: Milano si laurea campione d'Italia, centrando così una storica doppietta mai riuscita in precedenza ad alcuna squadra italiana.
La fame di vittorie non si placa e nel 2007 per il secondo anno consecutivo Milano centra la doppietta: a Termoli si aggiudica la Coppa Italia, annoverando tra le proprie file sia il capocannoniere sia il miglior giocatore del torneo, mentre a Terracina arriva il secondo scudetto al termine di una delicata sfida contro la Coil Lignano, che si risolve soltanto ai rigori.
Nel 2008 Milano cambia look: ispirandosi al Flamengo, storica formazione calcistica brasiliana, i colori sociali diventano ufficialmente il rosso e il nero.
Ma è sicuramente il 2010 l'anno più importante, che consacra definitivamente il Milano Beach Soccer come il club più titolato d'Italia.
Partendo dalla tappa del Circo Massimo di Roma la squadra del capoluogo lombardo confeziona uno strabiliante triplete portando a casa Coppa Italia, Campionato e per la prima volta la Supercoppa italiana. Un altro campionato italiano vinto poi nel 2013. La lunga serie di successi italiani apre alla squadra le porte dell'Europa: nel 2014 Milano affronta alcune tra le migliori squadre del continente durante la Euro Winners Cup, aggiudicandosi il titolo di vicecampione d'Europa e partecipa alla Istanbul Cup, esperienza, quest'ultima, ripetuta anche nel 2015.

## Palmarès
- Campionato di Serie A: 4 (record)

2006, 2007, 2010, 2013
- Coppa Italia: 4

2006, 2007, 2009, 2010
- Supercoppa italiana: 1

2010